# Mr Gay España
Mr Gay España (tên trước đây là Mr Gay Pride España) là cuộc thi dành cho người đồng tính nam Tây Ban Nha. Được tổ chức lần đầu vào năm 2008.

## Người giữ danh hiệu
| Lần thứ | Năm  | Ngày                | Mr Gay España                                  | Á vương                                 | Á vương                                  | Nơi tổ chức             | Số thí sinh | T.k.                 |
| Lần thứ | Năm  | Ngày                | Mr Gay España                                  | 1                                       | 2                                        | Nơi tổ chức             | Số thí sinh | T.k.                 |
| ------- | ---- | ------------------- | ---------------------------------------------- | --------------------------------------- | ---------------------------------------- | ----------------------- | ----------- | -------------------- |
| 1       | 2008 |                     | Xavier Loisseau Madrid                         | Không rõ                                | Không rõ                                 |                         |             |                      |
| 2       | 2009 |                     | Sergio Lara Barcelona                          | Không rõ                                | Không rõ                                 |                         |             |                      |
| 3       | 2010 |                     | Israel Acevedo Sevilla                         | Không rõ                                | Không rõ                                 | Plaza de Callao, Madrid |             | [ 2 ]                |
| 4       | 2011 |                     | Angel Cervera Murcia                           | Không rõ                                | Không rõ                                 | Plaza de Callao, Madrid | 15          | [ 3 ]                |
| 5       | 2012 | 29 tháng 6 năm 2012 | Miguel Ortiz Huelva                            | Xisco Reus Mallorca                     | Rubén Espinar Sitges                     | Plaza de Callao, Madrid |             | [ 4 ]                |
| 6       | 2013 |                     | Edgar Moreno Barcelona                         | Gabriel Herrera Placencia Cádiz         | Mariano Martínez Carmona Sevilla         | Plaza de Callao, Madrid | 16          |                      |
| 7       | 2014 |                     | Jesús Martínez Márquez Zaragoza                | Roger Gosalbez Murcia                   | Raúl Moreno Sevilla                      | Plaza de Callao, Madrid | 16          |                      |
| 8       | 2015 |                     | Francisco Pérez López Marbella                 | Luis Eduardo Alfonso Cáceres Madrid     | Fernando Sánchez-Castilla Romero Sevilla | Plaza de Callao, Madrid | 15          |                      |
| 9       | 2016 |                     | Cándido Arteaga Tenerife                       | Sergio Díaz Rullo Brasero Cáceres       | Ismael Kamal Maspalomas                  | Puerta del Sol, Madrid  | 16          |                      |
| 10      | 2017 |                     | Ricardo Tacoronte Castro Tenerife              | Marcos Ruiz Vizcaya                     | Cain Henríquez Navarro Maspalomas        | Puerta del Sol, Madrid  | 16          |                      |
| 11      | 2018 | 6 tháng 7 năm 2018  | Francisco José Alvarado Lavado Cáceres         | Marcos Gordillo Fragiel Las Palmas      | Francisco Javier Cano Díaz Huelva        | Puerta del Sol, Madrid  | 16          | [ 5 ]                |
| 12      | 2019 | 5 tháng 7 năm 2019  | Zabdiel Jafet González Nayz Tenerife           | Andrés Bautista Reyes Cádiz             | Juan Miguel Sosa Hernández Maspalomas    | Puerta del Sol, Madrid  | 16          | [ 6 ]                |
| 13      | 2022 | 8 tháng 7 năm 2022  | Roberto Carlos Molina Giménez Murcia           | David Pérez Lozano Cộng đồng Valenciana | Nauzet Navarro Mejías Canarias           | Plaza de España, Madrid | 14          | [ 7 ] [ 8 ]          |
| 14      | 2023 | 7 tháng 7 năm 2023  | Javier Yeste Sánchez Murcia                    | Oriol Maurici Cortasa Cataluña          | Jesús Ramos Carballo Canarias            | Plaza de España, Madrid | 12          |                      |
| 15      | 2024 | 5 tháng 7 năm 2024  | Pedro Alexandre Redondo Pérez Castilla và León | Pedro Salazar Santos Extremadura        | Sergio Torrecillas Brito Cataluña        | Plaza de España, Madrid | 14          | [ 9 ]                |
| 16      | 2025 | 4 tháng 7 năm 2025  | Eduardo Morales Andalucía                      | David Iniesta Castilla-La Mancha        | Charly Antón Cộng đồng Valenciana        | Plaza de España, Madrid | 12          | [ 10 ] [ 11 ] [ 12 ] |

## Đại diện Tây Ban Nha tại các cuộc thi sắc đẹp quốc tế

### Mr Gay Europe
Chú thích màu
- : Nam vương
- : Á vương
- : Top chung kết
- : Top bán chung kết
- : Được giải thưởng đặc biệt

| Năm  | Thí sinh                  | Thứ hạng       | Giải thưởng đặc biệt        | T.k.          |
| ---- | ------------------------- | -------------- | --------------------------- | ------------- |
| 2007 | José Luís Fuster Genovart | Không đạt giải |                             |               |
| 2008 | Antonio Pedro Almijez     | Mr Gay Europe  |                             |               |
| 2009 | Sergio Lara               | Mr Gay Europe  |                             |               |
| 2012 | Miguel Ortiz              | Mr Gay Europe  |                             |               |
| 2013 | Edgar Moreno              | Không đạt giải |                             |               |
| 2016 | Sergio Díaz Rullo Brasero | Không đạt giải |                             |               |
| 2023 | Ruben Carranza            | Không đạt giải |                             |               |
| 2025 | Edu Morales               | Không đạt giải | 1 - - Sport Challenge Award | [ 13 ] [ 14 ] |

### Mr Gay World
Chú thích màu
- : Nam vương
- : Á vương
- : Top chung kết
- : Top bán chung kết
- : Được giải thưởng đặc biệt

| Năm         | Thí sinh               | Thứ hạng       | Giải thưởng đặc biệt                                      |
| ----------- | ---------------------- | -------------- | --------------------------------------------------------- |
| 2009        | Antonio Pedro Almijez  | Không đạt giải |                                                           |
| 2010        | Sergio Lara            | Á vương 4      |                                                           |
| 2011        | Israel Acevedo         | Á vương 2      |                                                           |
| 2012        | Angel Cervera          | Không đạt giải |                                                           |
| 2013        | Miguel Ortiz           | Không đạt giải |                                                           |
| 2014        | Edgar Moreno           | Top 10         | 2 - - Mr Photogenic Challenge - National Costume          |
| 2015        | Jesús Martín Márquez   | Top 11         | 2 - - Mister Photogenic - Fashion                         |
| 2016        | Roger Gosalbez         | Mr Gay World   | 3 - - Mr Gay Photogenic - Best in Swimsuit - Culture exam |
| 2017        | Cándido Arteaga        | Á vương 1      | 2 - - Best in National Costume - Mr. Photogenic           |
| 2018        | Ricardo Tacoronte      | Không đạt giải |                                                           |
| 2019        | Fran Alvarado          | Mr Gay World   |                                                           |
| Online 2020 | Zabdiel González       | Không đạt giải | 2 - - Mister Photogenic - Best in Swimwear                |
| 2022        | Roberto Molina Giménez | Không đạt giải |                                                           |
| 2023        | Javier Yeste           | Không đạt giải |                                                           |

## Các lần tổ chức Mr Gay España

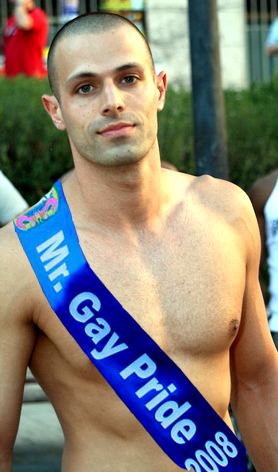
Mr Gay Pride España 2008 Xavier Loisseau Ganador
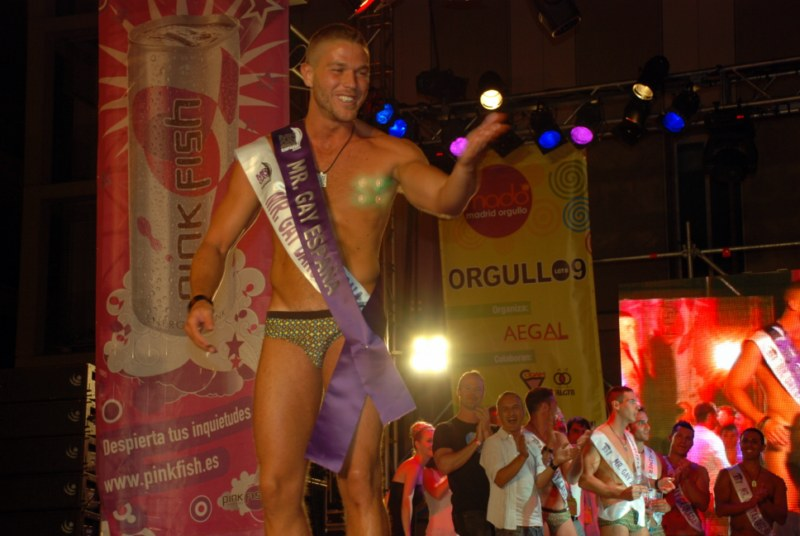
Mr Gay España 2009 Sergio Lara

### 2013
Mr Gay Pride España 2013 là cuộc thi Mr Gay Pride España lần thứ 6 được tổ chức tại Plaza de Callao, Madrid. Có 16 thí sinh dự thi, Edgar Moreno đến từ Barcelona đăng quang ngôi vị Mr Gay Pride España.
Kết quả
| Hạng                     | Thí sinh                             |
| ------------------------ | ------------------------------------ |
| Mr Gay Pride España 2013 | - Barcelona – Edgar Moreno           |
| Á vương 1                | - Cádiz – Gabriel Herrera Placencia  |
| Á vương 2                | - Sevilla – Mariano Martínez Carmona |

Các thí sinh
| Đại diện   | Thí sinh                      | Tuổi |
| ---------- | ----------------------------- | ---- |
| Alicante   | Carlos Vázquez                | 26   |
| Asturias   | Alejandro Correa              | 24   |
| Barcelona  | Edgar Moreno                  | 34   |
| Cádiz      | Gabriel Herrera Placencia     | 27   |
| Girona     | Jaime Cuadrado                | 29   |
| Granada    | Antonio Carlos Vergara Burgos | 23   |
| Madrid     | Manuel Nieto                  | 31   |
| Málaga     | Pablo Pedrosa Jiménez         | 19   |
| Mallorca   | Juan Miguel Morales           | 35   |
| Murcia     | Ángel Fernández               | 26   |
| Salamanca  | Santiago Ranilla              | 32   |
| Sevilla    | Mariano Martínez Carmona      | 27   |
| Sitges     | José María Fernández          | 32   |
| Tarragona  | Raúl López                    | 26   |
| Valladolid | Armando Pérez                 | 28   |
| Zaragoza   | Carlos De Miguel              | 26   |

### 2014
Mr Gay Pride España 2014 là cuộc thi Mr Gay Pride España lần thứ 7 được tổ chức tại Plaza de Callao, Madrid. Có 16 thí sinh dự thi, Jesús Martínez Márquez đến từ Zaragoza đăng quang ngôi vị Mr Gay Pride España.
Kết quả
| Hạng                     | Thí sinh                            |
| ------------------------ | ----------------------------------- |
| Mr Gay Pride España 2014 | - Zaragoza – Jesús Martínez Márquez |
| Á vương 1                | - Murcia – Roger Gosalbez           |
| Á vương 2                | - Sevilla – Raúl Moreno             |

Các thí sinh
| Đại diện  | Thí sinh               | Tuổi |
| --------- | ---------------------- | ---- |
| Alicante  | Daniel Carreño         | 26   |
| Badajoz   | Mariano Vizcaíno       | 24   |
| Barcelona | Edu Vila               | 34   |
| Ceuta     | Kike Escarcena         | 25   |
| Córdoba   | Vicente Manjavacas     | 25   |
| Granada   | Zack Martínez          | 34   |
| Guipúzcoa | Andoni España          | 29   |
| Ibiza     | Daniel Nuñez           | 31   |
| Madrid    | Fran Rubio             | 25   |
| Málaga    | Sandro López           | 29   |
| Mallorca  | Carlos Sánchez         | 25   |
| Murcia    | Roger Gosalbez         | 29   |
| Sevilla   | Raúl Moreno            | 27   |
| Valencia  | Emilio José Albert     | 25   |
| Vizcaya   | Raúl Cuadrado          | 34   |
| Zaragoza  | Jesús Martínez Márquez | 29   |

### 2015
Mr Gay Pride España 2015 là cuộc thi Mr Gay Pride España lần thứ 8 được tổ chức tại Plaza de Callao, Madrid. Có 15 thí sinh dự thi, Francisco Pérez López đến từ Marbella đăng quang ngôi vị Mr Gay Pride España.
Kết quả
| Hạng                     | Thí sinh                                     |
| ------------------------ | -------------------------------------------- |
| Mr Gay Pride España 2013 | - Marbella – Francisco Pérez López           |
| Á vương 1                | - Madrid – Luis Eduardo Alfonso Cáceres      |
| Á vương 2                | - Sevilla – Fernando Sánchez-Castilla Romero |

Các thí sinh
| Đại diện   | Thí sinh                          | Tuổi |
| ---------- | --------------------------------- | ---- |
| Badajoz    | Benjamín Alfonso Thorpe Plaza     | 21   |
| Barcelona  | Samuel Santiago Pozo              | 20   |
| Cádiz      | Francisco Javier Regaña Fernández | 26   |
| Córdoba    | David Jiménez Morales             | 26   |
| Granada    | Rufino Arco Tirado                | 32   |
| Huelva     | Jonathan Martín Navarro           | 31   |
| Madrid     | Luis Eduardo Alfonso Cáceres      | 25   |
| Marbella   | Francisco Pérez López             | 26   |
| Murcia     | Oscar Triguero Sánchez            | 29   |
| Sevilla    | Fernando Sánchez-Castilla Romero  | 30   |
| Tenerife   | Antonio Miguel Morales Vizcaíno   | 33   |
| Teruel     | Daniel Gil Goni                   | 27   |
| Toledo     | Johnie Bravo Sánchez              | 27   |
| Valencia   | Josep Maria Morell Mestres        | 32   |
| Valladolid | Senén Martínez Toquero            | 35   |

### 2016
Mr Gay Pride España 2016 là cuộc thi Mr Gay Pride España lần thứ 9 được tổ chức tại Puerta del Sol, Madrid. Có 16 thí sinh dự thi, Cándido Arteaga đến từ Tenerife đăng quang ngôi vị Mr Gay Pride España.
Kết quả
| Hạng                     | Thí sinh                              |
| ------------------------ | ------------------------------------- |
| Mr Gay Pride España 2016 | - Tenerife – Cándido Arteaga          |
| Á vương 1                | - Cáceres – Sergio Díaz Rullo Brasero |
| Á vương 2                | - Maspalomas – Ismael Kamal           |

Các thí sinh
| Đại diện   | Thí sinh                  | Tuổi |
| ---------- | ------------------------- | ---- |
| Alicante   | Marc Morera               | 21   |
| Barcelona  | César Mulet               | 21   |
| Cáceres    | Sergio Díaz Rullo Brasero | 26   |
| Cádiz      | Adrián Salvatierra        | 27   |
| Castellón  | José Antonio Sánchez      | 25   |
| Córdoba    | Jesús Sánchez             | 26   |
| Granada    | José Carlos González      | 40   |
| Huelva     | Toni Guerrero             | 30   |
| Madrid     | Rafael Aguilar            | 26   |
| Mallorca   | Toni Massanet             | 27   |
| Marbella   | José Andrés Martín        | 25   |
| Maspalomas | Ismael Kamal              | 30   |
| Murcia     | Abraham Lluch             | 30   |
| Salamanca  | Carlos Ángel García       | 31   |
| Sevilla    | Jorge Gómez               | 28   |
| Tenerife   | Cándido Arteaga           | 26   |

### 2017
Mr Gay Pride España 2017 là cuộc thi Mr Gay Pride España lần thứ 10 được tổ chức tại Puerta del Sol, Madrid. Có 16 thí sinh dự thi, Ricardo Tacoronte Castro đến từ Tenerife đăng quang ngôi vị Mr Gay Pride España.
Kết quả
| Hạng                     | Thí sinh                              |
| ------------------------ | ------------------------------------- |
| Mr Gay Pride España 2017 | - Tenerife – Ricardo Tacoronte Castro |
| Á vương 1                | - Vizcaya – Marcos Ruiz               |
| Á vương 2                | - Maspalomas – Cain Henríquez Navarro |

Các thí sinh
| Đại diện    | Thí sinh                       | Tuổi |
| ----------- | ------------------------------ | ---- |
| Alicante    | Enrique Albert Bernabeu        | 25   |
| Barcelona   | Ángel Sánchez Puig             | 32   |
| Cádiz       | José Angel Noguera Aguilar     | 23   |
| Ciudad Real | David Soriano Fernández        | 21   |
| Las Palmas  | Kevin Fieira Santana           | 23   |
| León        | Pablo Penagos Alonso           | 21   |
| Madrid      | Sergio Serrano Gamarra         | 33   |
| Málaga      | Antonio Iván López Pérez       | 31   |
| Mallorca    | Michael Alonso Dirás           | 25   |
| Marbella    | Nicolás Quintero Hernández     | 26   |
| Maspalomas  | Cain Henríquez Navarro         | 33   |
| Murcia      | Alejandro Calvo                | 27   |
| Sevilla     | José Antonio Polvillo Viñuelas | 33   |
| Tarragona   | Christian Flores Serrano       | 27   |
| Tenerife    | Ricardo Tacoronte Castro       | 28   |
| Vizcaya     | Marcos Ruiz                    | 23   |

### 2018
Mr Gay Pride España 2018 là cuộc thi Mr Gay Pride España lần thứ 11 được tổ chức tại Puerta del Sol, Madrid vào ngày 6 tháng 7 năm 2018. Có 16 thí sinh dự thi. Francisco José Alvarado Lavado đến từ Cáceres đăng quang ngôi vị Mr Gay Pride España.
Kết quả
| Hạng                     | Thí sinh                                   |
| ------------------------ | ------------------------------------------ |
| Mr Gay Pride España 2018 | - Cáceres – Francisco José Alvarado Lavado |
| Á vương 1                | - Las Palmas – Marcos Gordillo Fragiel     |
| Á vương 2                | - Huelva – Francisco Javier Cano Díaz      |

Các thí sinh
| Đại diện   | Thí sinh                       | Tuổi |
| ---------- | ------------------------------ | ---- |
| Alicante   | Francisco Quiles Alfaro        | 32   |
| Almería    | Bernardino Lozano Lozano       | 28   |
| Badajoz    | Ismael Venera Masero           | 31   |
| Barcelona  | Javier Casquet Calero          | 38   |
| Cáceres    | Francisco José Alvarado Lavado | 28   |
| Huelva     | Francisco Javier Cano Díaz     | 29   |
| Jaén       | Alfonso Adán Ramírez           | 34   |
| Las Palmas | Marcos Gordillo Fragiel        | 30   |
| Madrid     | Roberto Alcázar Villar         | 29   |
| Málaga     | Paco Gómez Cano                | 28   |
| Mallorca   | Javier Barrilero Lopez         | 32   |
| Maspalomas | Juan Antonio Cazorla Medina    | 29   |
| Murcia     | Miguel López Muñoz             | 32   |
| Salamanca  | Andrés Blázquez Marcos         | 32   |
| Sevilla    | Félix Jerónimo Triano          | 38   |
| Tenerife   | Iván Medina Alberto            | 25   |

### 2019
Mr Gay Pride España 2019 là cuộc thi Mr Gay Pride España lần thứ 12 được tổ chức tại Puerta del Sol, Madrid vào ngày 5 tháng 7 năm 2019. Có 16 thí sinh dự thi, Zabdiel Jafet González Nayz đến từ Tenerife đăng quang ngôi vị Mr Gay Pride España.
Kết quả
| Hạng                     | Thí sinh                                  |
| ------------------------ | ----------------------------------------- |
| Mr Gay Pride España 2019 | - Tenerife – Zabdiel Jafet González Nayz  |
| Á vương 1                | - Cádiz – Andrés Bautista Reyes           |
| Á vương 2                | - Maspalomas – Juan Miguel Sosa Hernández |

Các thí sinh
| Đại diện   | Thí sinh                    | Tuổi |
| ---------- | --------------------------- | ---- |
| Barcelona  | José Antonio García-Paredes | 24   |
| Burgos     | Borja Garcia Delgado        | 30   |
| Cádiz      | Andrés Bautista Reyes       | 25   |
| Córdoba    | Jaime Castillo Blonski      | 22   |
| Granada    | Eddie García Molina         | 26   |
| Huelva     | Victor Manuel Andrade Abreu | 22   |
| La Rioja   | Raúl Quiñones Duque         | 18   |
| Las Palmas | Esaú Miranda Reyes          | 19   |
| Madrid     | Jon Navas Delgado           | 30   |
| Málaga     | Adrián Igual Gutiérrez      | 26   |
| Maspalomas | Juan Miguel Sosa Hernández  | 38   |
| Murcia     | Jesús Raga Guillem          | 30   |
| Sevilla    | Jesús Rodríguez Ojedo       | 38   |
| Tarragona  | Óscar Giménez               | 26   |
| Tenerife   | Zabdiel Jafet González Nayz | 26   |
| Valencia   | Javier Almarche Perello     | 24   |

### 2021–2022
Mr Gay España 2022 là cuộc thi Mr Gay España lần thứ 13 được tổ chức tại Plaza de España, Madrid vào ngày 8 tháng 7 năm 2022. Có 14 thí sinh dự thi, Roberto Carlos Molina Giménez đến từ Murcia đăng quang ngôi vị Mr Gay España.
Kết quả
| Hạng               | Thí sinh                                    |
| ------------------ | ------------------------------------------- |
| Mr Gay España 2022 | - Murcia – Roberto Carlos Molina Giménez    |
| Á vương 1          | - Cộng đồng Valenciana – David Pérez Lozano |
| Á vương 2          | - Canarias – Nauzet Navarro Mejías          |

Các thí sinh
| Đại diện             | Thí sinh                      | Tuổi |
| -------------------- | ----------------------------- | ---- |
| Andalucía            | Remigio García Delgado        | 31   |
| Aragón               | Rubén Manjón Aguilar          | 33   |
| Canarias             | Nauzet Navarro Mejías         | 29   |
| Cantabria            | Ismael Belloso Salas          | 27   |
| Castilla và León     | Roberto Sánchez Vicente       | 26   |
| Castilla-La Mancha   | Pedro Jesús García Sánchez    | 49   |
| Cataluña             | Manuel Cano Puentes           | 36   |
| Cộng đồng Valenciana | David Pérez Lozano            | 24   |
| Extremadura          | Jesús Polo Rubio              | 26   |
| Galicia              | Alejandro Gallego Juan        | 40   |
| La Rioja             | Leandro Andrés De Sa Acevedo  | 29   |
| Madrid               | David González Mohino Pinilla | 29   |
| Melilla              | Mohamed Mohamed Amar          | 29   |
| Murcia               | Roberto Carlos Molina Giménez | 26   |

### 2023
Mr Gay España 2023 là cuộc thi Mr Gay España lần thứ 14 được tổ chức tại Plaza de España, Madrid vào ngày 7 tháng 7 năm 2023. Có 12 thí sinh dự thi, Javier Yeste Sánchez đến từ Murcia đăng quang ngôi vị Mr Gay España.
Kết quả
| Hạng               | Thí sinh                           |
| ------------------ | ---------------------------------- |
| Mr Gay España 2023 | - Murcia – Javier Yeste Sánchez    |
| Á vương 1          | - Cataluña – Oriol Maurici Cortasa |
| Á vương 2          | - Canarias – Jesús Ramos Carballo  |

Các thí sinh
| Đại diện             | Thí sinh                  | Tuổi |
| -------------------- | ------------------------- | ---- |
| Andalucía            | Samuel Rasero Capilla     | 22   |
| Aragón               | Eduardo Gallego Castellón | 43   |
| Asturias             | Ruyman Roman Castillo     | 35   |
| Canarias             | Jesús Ramos Carballo      | 32   |
| Castilla và León     | Víctor Gaitán Padilla     | 24   |
| Castilla-La Mancha   | Alex Ormeño Caro          | 30   |
| Cataluña             | Oriol Maurici Cortasa     | 28   |
| Cộng đồng Madrid     | Diego Álvarez Frontón     | 30   |
| Cộng đồng Valenciana | Adrián Alonso Caravaca    | 28   |
| Extremadura          | Sergio Hernández Repilado | 24   |
| Galicia              | Raúl Díaz Díaz            | 26   |
| Murcia               | Javier Yeste Sánchez      | 26   |

### 2024
Mr Gay España 2024 là cuộc thi Mr Gay España lần thứ 15 được tổ chức tại Plaza de España, Madrid vào ngày 5 tháng 7 năm 2024. Có 14 thí sinh dự thi, Pedro Alexandre Redondo Pérez đến từ Castilla và León đăng quang ngôi vị Mr Gay España.
Kết quả
| Hạng               | Thí sinh                                           |
| ------------------ | -------------------------------------------------- |
| Mr Gay España 2024 | - Castilla và León – Pedro Alexandre Redondo Pérez |
| Á vương 1          | - Extremadura – Pedro Salazar Santos               |
| Á vương 2          | - Cataluña – Sergio Torrecillas Brito              |

Các thí sinh
| Đại diện             | Thí sinh                      | Tuổi |
| -------------------- | ----------------------------- | ---- |
| Andalucía            | Manuel Blanco Benítez         | 31   |
| Aragón               | Rubén Castellano Díaz         | 27   |
| Baleares             | Francisco Domínguez Ramis     | 29   |
| Canarias             | Sualem Figueroa Penichet      | 24   |
| Castilla và León     | Pedro Alexandre Redondo Pérez | 33   |
| Castilla-La Mancha   | Óscar Ferrero García          | 34   |
| Cataluña             | Sergio Torrecillas Brito      | 29   |
| Cộng đồng Madrid     | Israel Díez Delgado           | 40   |
| Cộng đồng Valenciana | José Antonio Almagro Quiralte | 31   |
| Extremadura          | Pedro Salazar Santos          | 27   |
| Galicia              | José Ricardo Pérez Casas      | 39   |
| Murcia               | Andrés López Ruiz             | 28   |
| País Vasco           | Daniel Pereiro de la Fuente   | 29   |
| Azerbaijan           | Ravan Nasimi                  | 31   |

### 2025
Mr Gay España 2025 là cuộc thi Mr Gay España lần thứ 16 được tổ chức tại Plaza de España, Madrid vào ngày 4 tháng 7 năm 2025. Có 12 thí sinh dự thi, Eduardo Morales đến từ Andalucía đăng quang ngôi vị Mr Gay España.
Kết quả
| Hạng               | Thí sinh                              |
| ------------------ | ------------------------------------- |
| Mr Gay España 2025 | - Andalucía – Eduardo Morales         |
| Á vương 1          | - Castilla-La Mancha – David Iniesta  |
| Á vương 2          | - Cộng đồng Valenciana – Charly Antón |

Các thí sinh
| Đại diện             | Thí sinh            | Tuổi |
| -------------------- | ------------------- | ---- |
| Cộng đồng Madrid     | Javier Alcalde      | 35   |
| Andalucía            | Eduardo Morales     | 24   |
| Castilla-La Mancha   | David Iniesta       | 37   |
| La Rioja             | David Martínez      | 37   |
| Extremadura          | Jose Luis Rodríguez | 30   |
| Cộng đồng Valenciana | Charly Antón        | 42   |
| Castilla và León     | Jorge Pérez         | 38   |
| Vùng Murcia          | Miguek Garee        | 31   |
| Canarias             | Ayoze Ortega        | 38   |
| País Vasco           | Hugo Marijuán       | 38   |
| Cataluña             | Jesús Roldán        | 38   |
| Nga                  | Ilia Andreev        | 23   |